# John Kasich
John Richard Kasich (phát âm như "cây-xịch"; sinh ngày 13 tháng 5 năm 1952) là một chính khách Cộng hòa Hoa Kỳ và là Thống đốc thứ 69 của tiểu bang Ohio. Trước khi nhậm chức thống đốc năm 2011, ông từng là Chủ tịch của Ủy ban Ngân sách Hạ viện trong Hạ viện Hoa Kỳ. Trên đài truyền hình cáp Fox News Channel, ông từng dẫn chương trình Heartland with John Kasich, đôi khi thay thế Bill O'Reilly trên The O'Reilly Factor, và thường có mặt trên Hannity & Colmes và Hannity. Ngoài chính trị, Kasich cũng làm việc cho tập đoàn chứng khoán Lehman Brothers từ 2001 đến 2008. Ông đã viết hai cuốn sách được liệt kê trong Danh sách bán chạy nhất của The New York Times.